# Miguel Rojas Lasso
Miguel Rojas (Aipe, Huila, Colombia; 5 de marzo de 1977) es un exfutbolista colombiano. Jugaba de lateral derecho y su último club fue el Atlético Huila de Colombia.

## Trayectoria
Jugando para el Once Caldas ganó la Copa Libertadores 2004 tras derrotar en la final al campeón defensor Boca Juniors de Argentina.
A mediados de 2009 sale de Millonarios.

## Selección Colombia
En el año 2005 hizo su debut en la selección de mayores en juegos amistosos internacionales bajo la dirección técnica de Reinaldo Rueda.[cita requerida]

## Clubes
| Club              | País     | Temporadas |
| ----------------- | -------- | ---------- |
| Atlético Huila    | Colombia | 1999-2003  |
| Once Caldas       | Colombia | 2003-2006  |
| Boyacá Chicó      | Colombia | 2006-2007  |
| Once Caldas       | Colombia | 2007-2008  |
| Millonarios       | Colombia | 2008-2009  |
| Alianza Petrolera | Colombia | 2010       |
| Atlético Huila    | Colombia | 2011       |

## Palmarés

### Copas internacionales
| Título            | Club        | País     | Año  | Premio  |
| ----------------- | ----------- | -------- | ---- | ------- |
| Copa Libertadores | Once Caldas | Colombia | 2004 | Campeón |